# Crack-Up
Crack-Up — третий студийный альбом американской инди-фолк-группы Fleet Foxes, выпущенный 16 июня 2017 года лейблом Nonesuch Records. Альбом получил всеобщее признание критиков.
Навеянный одноимённым сборником эссе Ф. Скотта Фицджеральда, он стал продолжением альбома Helplessness Blues 2011 года после трёхлетнего перерыва с 2013 по 2016 год. Это также первый релиз группы на лейбле Nonesuch после ухода из Sub Pop.

## История
Альбом Crack-Up был записан в различных местах по всей территории США в период с июля 2016 по январь 2017 года: Electric Lady Studios, Sear Sound, The Void, Rare Book Room, Avast Recording Company и The Unknown. Фил Эк смикшировал альбом в Sear Sound, а Грег Калби сделал мастеринг в Sterling Sound.
Весь альбом был выпущен через NPR 8 июня 2017 года, до его официального релиза.

## Отзывы
| Совокупная оценка    | Совокупная оценка |
| Источник             | Оценка            |
| -------------------- | ----------------- |
| AnyDecentMusic?      | 7.7/10            |
| Metacritic           | 81/100            |
| Оценки критиков      |                   |
| Источник             | Оценка            |
| AllMusic             | [ 12 ]            |
| The A.V. Club        | C+                |
| Entertainment Weekly | B+                |
| The Guardian         | [ 14 ]            |
| The Independent      | [ 15 ]            |
| NME                  | [ 16 ]            |
| The Observer         | [ 17 ]            |
| Pitchfork            | 8.7/10            |
| Rolling Stone        | [ 19 ]            |
| The Times            | [ 20 ]            |

Альбом Helplessness Blues получил положительные отзывы критиков. На сайте Metacritic, который присваивает средневзвешенную оценку из 100 баллов рецензиям мейнстримных изданий, этот релиз получил средний балл 81, основанный на 31 рецензии, что свидетельствует о «всеобщем признании».
В своей рецензии для AllMusic Тимоти Монгер написал, что альбом «оркестровый, экспериментальный и более сложный, чем любой из предыдущих релизов группы, он естественно подходит для лейбла Nonesuch, чьё наследие было построено на подобных атрибутах. Для Fleet Foxes он представляет собой переход от их более идиллических ранних дней к периоду художественного роста и изощрённости». Иэн Коэн из Pitchfork дал аналогичную оценку, заявив: «Crack-Up поддерживает всю серьёзность опасений Пекнольда, работая в огромном масштабе, который ни одна группа не пытается достичь в 2017 году, не говоря уже о том, что она способна достичь этого. Fleet Foxes по-прежнему остаются фолк-группой, хотя и впитавшей в себя далеко идущие версии этого термина».

### Итоговые списки
| Публикация      | Список                           | Ранг | Ссылка |
| --------------- | -------------------------------- | ---- | ------ |
| Exclaim         | Top 20 Pop & Rock Albums of 2017 | 13   | [ 21 ] |
| Pitchfork       | The 50 Best Albums of 2017       | 39   | [ 22 ] |
| AllMusic        | Best of 2017                     | N/A  | [ 23 ] |
| Spin            | 50 Best Albums of 2017           | 46   | [ 24 ] |
| Under the Radar | Top 100 Albums of 2017           | 17   | [ 25 ] |
| Double J        | The 50 Best Albums of 2017       | 25   | [ 26 ] |
| The Skinny      | Top 50 Albums of 2017            | 45   | [ 27 ] |
| PopMatters      | The 60 Best Albums of 2017       | 16   | [ 28 ] |
| MusicOMH        | musicOMH’s Top 50 Albums of 2017 | 19   | [ 29 ] |
| Sputnikmusic    | Top 50 Albums of 2017            | 22   | [ 30 ] |

## Список композиций
Слова и музыка всех песен — Robin Pecknold, кроме струнного квартета на «I Am All That I Need / Arroyo Seco / Thumbprint Scar» и «I Should See Memphis», написанных Gabriel Gall.
| №                   | Название                                               | Длительность |
| ------------------- | ------------------------------------------------------ | ------------ |
| 1.                  | «I Am All That I Need / Arroyo Seco / Thumbprint Scar» | 6:25         |
| 2.                  | «Cassius, –»                                           | 4:50         |
| 3.                  | «– Naiads, Cassadies»                                  | 3:10         |
| 4.                  | «Kept Woman»                                           | 3:55         |
| 5.                  | «Third of May / Ōdaigahara»                            | 8:49         |
| 6.                  | «If You Need to, Keep Time on Me»                      | 3:30         |
| 7.                  | «Mearcstapa»                                           | 4:10         |
| 8.                  | «On Another Ocean (January / June)»                    | 4:24         |
| 9.                  | «Fool's Errand»                                        | 4:48         |
| 10.                 | «I Should See Memphis»                                 | 4:44         |
| 11.                 | «Crack-Up»                                             | 6:24         |
| Общая длительность: | Общая длительность:                                    | 55:09        |

## Чарты
| Чарт (2011)                      | Высшая позиция |
| -------------------------------- | -------------- |
| Австралия (ARIA)                 | 10             |
| Австрия (Ö3 Austria)             | 29             |
| Бельгия/Фландрия (Ultratop)      | 9              |
| Бельгия/Валлония (Ultratop)      | 24             |
| Канада (Canadian Albums Chart)   | 16             |
| Нидерланды (Album Top 100)       | 11             |
| Франция (SNEP)                   | 144            |
| Германия (Offizielle Top 100)    | 25             |
| Ирландия (IRMA)                  | 5              |
| Италия (Classifica album)        | 39             |
| Новая Зеландия (RMNZ)            | 15             |
| Норвегия (VG-lista)              | 21             |
| Португалия (AFP)                 | 11             |
| Испания (PROMUSICAE)             | 30             |
| Швеция (Sverigetopplistan)       | 18             |
| Швейцария (Schweizer Hitparade)  | 26             |
| Великобритания (UK Albums Chart) | 9              |
| США (Billboard 200)              | 9              |
| США (Billboard Top Rock Albums)  | 3              |

| Чарт (2017)                 | Позиция |
| --------------------------- | ------- |
| Бельгия (Ultratop Flanders) | 170     |